# 孫緝
孫緝（1440年—？），字繼号，江西南昌府豐城縣人，明朝政治人物。進士出身。

## 生平
江西鄉試第四十名。天順八年（1464年）甲申科會試第二百九名，殿試登進士第三甲第一百零六名。

## 家族
曾祖孫仲明，贈右布政使。祖父孫貞，曾任國子博士 贈右布政使。父亲孫曰良，曾任副都御史。